# Antonio Orefice
Antonio Orefice (auch: Orefici, Arefece; * um 1685 in Neapel; † um 1727 ebenda) war ein neapolitanischer Jurist und Komponist.

## Wirken
Orefice steht am Anfang der Entwicklung der Opera buffa in Neapel. Gleich Michelangelo Faggioli, dessen Oper La Scilla 1706 privat uraufgeführt wurde, war er von Beruf Jurist, und gleich diesem komponierte er komische Opern (commedia per musica) nach Libretti im Neapolitanischen Dialekt. Mit seiner Oper Patrò Calienno de la Costa wurde 1709 das Teatro dei Fiorentini eröffnet, das sich in den Folgejahren als Spielstätte für komische Opern in Neapel etablierte.

## Werke
- Il Maurizio (Libretto: Nicolò Minato/Giuseppe Papis) (dramma per musicam UA 1708)
- Bellina e Lenno (intermezzo, UA 1708)
- Patrò Calienno de la Costa (Libretto: Agasippo Mercotellis) (commedia per musica, UA 1709)
- Engelberta ossia La forza dell'amore (mit Francesco Mancini; Libretto: Apostolo Zeno/Pietro Pariati) (dramma per musica, UA 1709)
- Melissa schernita (intermezzo, UA Neapel)
- La pastorella al soglio (Libretto: Giulio Cesare Corradi) (dramma per musica, UA 1710)
- Velasco e Drusilla (intermezzo, UA 1710)
- La Camilla (anonym) (dramma per musica, UA 1710)
- Circe delusa (anonym) (dramma per musica, UA 1713)
- Caligula delirante (Libretto: Domenico Gisberti) (dramma per musica, UA 1713)
- Circe delusa (Libretto: Giorgio Antonio Falier) (dramma per musica, UA 1713)
- Lo finto armeneio (Libretto: Giorgio Antonio Falier) (commedia per musica, UA 1717)
- Le fente zingare (Libretto: Francesco Antonio Tullio) (commedia per musica, UA 1717)
- La fenta pazza co la fenta malata (Libretto: Francesco Antonio Tullio) (commedia per musica, UA 1718)
- Il gemino amore (Libretto: Francesco Antonio Tullio) (commedia per musica, UA 1718)
- Chi la dura la vince (Libretto: Michele del Zanca) (commedia per musica, UA 1721)
- La Locinna (Libretto: Michele del Zanca) (tragicommedia, UA 1723)
- Lo simmele (Libretto: Bernardo Saddumene) (commedia per musica; UA 1724)
- L'annore resarciuto (Libretto: Nicola Gianni) (commedia per musica, UA 1727)
- La vecchia trammera (mit Leonardo Leo, Libretto: Francesco Antonio Tullio) (commedia per musica, UA 1732)
- La finta pellegrina (mit Domenico Natale Sarri, Libretto: Francesco Oliva) (commedia per musica, UA 1734)